# Diaporama
Een diaporama is een diavoorstelling waarbij geprojecteerd wordt met twee of meer projectoren waarvan men de beelden in elkaar laat overvloeien.
Een serie dia's vormt hierbij een verhaal of samenhangende presentatie. De beelden gaan vergezeld van muziek en/of gesproken woord.
Deze presentatievorm wordt zowel door professionals als door amateurs toegepast. De Nederlandse Vereniging voor Geluid- en Beeldregistratie organiseert jaarlijks een grote diaporamawedstrijd. In dit verenigingsverband was in 2004 een begin van een tendens te zien naar vervanging van diaprojectie door digitale projectie met beamers.